# Matelea asplundii
Matelea asplundii là một loài thực vật có hoa trong họ La bố ma. Loài này được (Malme) Morillo mô tả khoa học đầu tiên năm 1986.